# Soroban

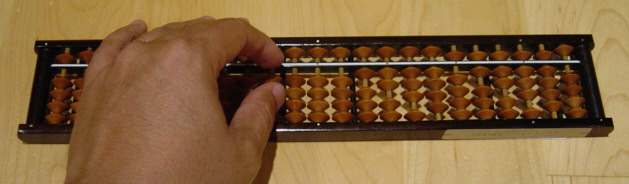
En japansk abakus

En soroban är en japansk abakus (kulram), som finns i flera varianter. Den moderna sorobanen har fyra entals-kulor i nedre gruppen och en 5-tals-kula i den övre gruppen, vilket skiljer den från den kinesiska, som har fem entals-kulor i nedre gruppen och två 5-talskulor i övre gruppen. En antik soroban, påverkad av den kinesiska typen, hade 1 st femtalskula och 5 st entalskulor. Den varianten kallas även koreansk abakus.